# تپه کنی گردله
تپه کنی گردله مربوط به مفرغ است و در شهرستان دالاهو، بخش مرکزی، دهستان بیونیج، ۶۲۰ متری غرب روستای شیخ حسن واقع شده و این اثر در تاریخ ۲۷ اسفند ۱۳۸۶ با شمارهٔ ثبت ۲۲۵۰۶ به‌عنوان یکی از آثار ملی ایران به ثبت رسیده است.